# Pourim Shpil

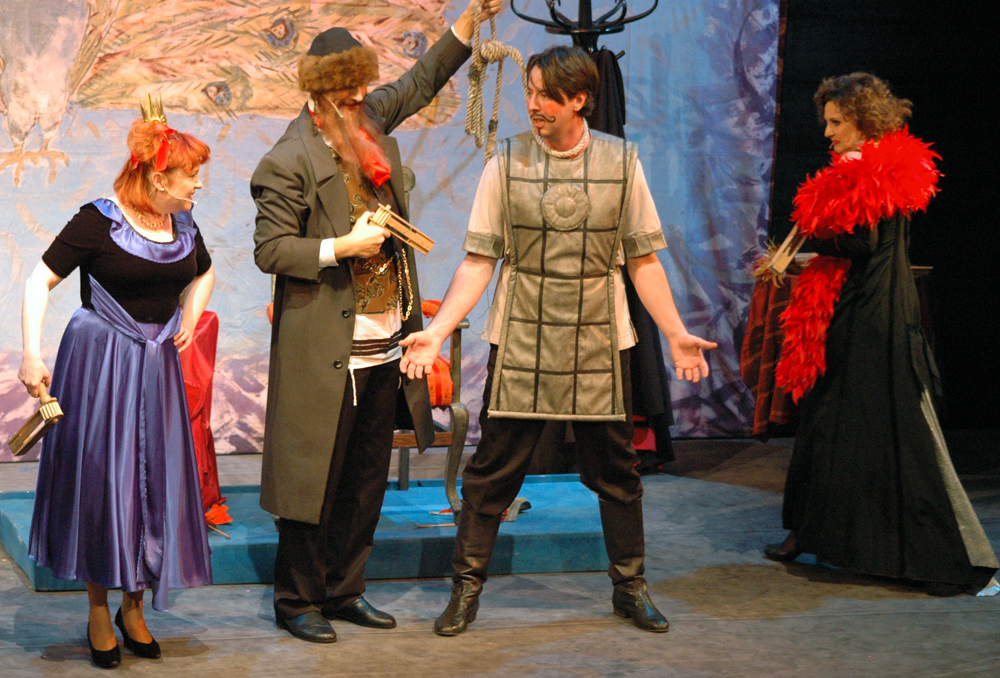
Spectacle de Pourim spiel au Théâtre juif de Varsovie, Pologne en mars 2009.

Un Pourim Shpil (en yiddish : פּורימשפּיל , voir aussi spiel, autres orthographes possibles : Pourim Shpiel, Pourimspiel, Pourimshpiel) est un ensemble de pratiques festives à l'occasion de Pourim. Il s'agit souvent d'une pièce de théâtre comique du Livre d'Esther, le texte central et le récit qui décrit ce qui s'est passé à Pourim et pourquoi il est célébré comme une importante fête juive.

## Histoire
Le Pourim shpil est considéré par la hazzan Janet Leuchter comme le "seul véritable théâtre folklorique qui a survécu mille ans dans la culture européenne". Intégrant textes, théâtre, musique, danse, chants, mimes et costumes, le Pourim Spiel est à l'origine du théâtre yiddish selon une fiche de l'inventaire du patrimoine culturel immatériel . Le terme descriptif "Pourim spiel" se répand chez les Juifs ashkénazes dès le milieu des années 1500.
Au dix-huitième siècle, dans l'est de la Roumanie et dans certaines autres régions de l'Europe de l'Est, les Pourim Shpils deviennent des satires de grande envergure avec de la musique et de la danse, pour lesquelles l'histoire d'Esther n'était guère plus qu'un prétexte. La satire étant jugée inappropriée pour une synagogue, les pièces sont jouées dans la Cour extérieure de ces bâtiments.
En 2015, le ministère français de la Culture intègre le Pourim Shpil parmi son Inventaire du patrimoine culturel immatériel de la France ,.
Des Pourim Shpils sont exécutés annuellement dans beaucoup de synagogues américaines et dans les communautés juives dans une grande partie de l'Europe. En France, par exemple, les pièces de Pourim continuent d'être  jouées dans les communautés ashkénazes actives.
Dans plusieurs synagogues contemporaines, le Pourim Shpel est une production théâtrale informelle mettant en scène des participants costumés, comprenant souvent des enfants. En règle générale, chaque congrégation utilise un script inédit ou non. Les Pourim Spiel incluent souvent des parodies de chansons populaires ou de comédies musicales,. Ils sont souvent utilisés pour aborder de manière satirique les problèmes sociaux et politiques modernes à travers le récit biblique, "en utilisant l'histoire ancienne pour se moquer de la réalité actuelle",.